# باغستان (شاهرود)
باغستان یک روستا در ایران است که در دهستان خوارتوران شهرستان شاهرود واقع شده‌است. باغستان ۱۰۸ نفر جمعیت دارد.